# Bahnstrecke Ilsenburg–Vienenburg
| Bahnstrecke am Haltepunkt Stapelburg, 2022 |                      |                                           |                                           |
| Streckennummer (DB): | 6393                 |                                           |                                           |
| Kursbuchstrecke (DB): | 330                  |                                           |                                           |
| Streckenlänge: | 15,29 km             |                                           |                                           |
| Spurweite: | 1435 mm (Normalspur) |                                           |                                           |
| Streckengeschwindigkeit: | 120 km/h             |                                           |                                           |
| Zugbeeinflussung: | PZB                  |                                           |                                           |
| Zweigleisigkeit: | nein                 |                                           |                                           |
| |                      |                                           |                                           |
| \| \| \| von Heudeber-Danstedt \| \| \| \| 18,439 \| Ilsenburg \| 237 m \| \| \| 18,930 \| Beginn Strecke 6393 \| Beginn Strecke 6393 \| \| \| ≈ 21,40 \| nach Bad Harzburg \| nach Bad Harzburg \| \| \| 22,285 \| Stapelburg \| Stapelburg \| \| \| \| Bundesautobahn 36 \| \| \| \| ≈ 29,00 \| von Halle (Saale) Hbf * \| von Halle (Saale) Hbf * \| \| \| 29,083 \| Landesgrenze Sachsen-Anhalt–Niedersachsen \| Landesgrenze Sachsen-Anhalt–Niedersachsen \| \| \| 121,140 \| Bk Abbenrode * \| Bk Abbenrode * \| \| \| \| Ecker \| \| \| \| \| Bundesautobahn 36 \| \| \| \| \| von Braunschweig Hbf (seit 1924) \| \| \| \| \| Vienenburg Gbf * \| \| \| \| \| nach Langelsheim \| \| \| \| \| Bundesstraße 241 \| \| \| \| \| Radau \| \| \| \| \| von Braunschweig Hbf \| \| \| \| 34,220 \| Vienenburg \| 137 m \| \| \| \| nach Bad Harzburg \| \| \| \| \| nach Goslar \| \| \| \| \| \| \| \| Quellen: [1][2][3][4][5] * vor Bau der Bahnstrecke baulich entfernt, existierte nur im Zusammenhang mit der Bahnstrecke Halle–Vienenburg. \| \| \| \| |                      |                                           |                                           |
| Strecke |                      | von Heudeber-Danstedt                     | von Heudeber-Danstedt                     |
| Bahnhof | 18,439               | Ilsenburg                                 | 237 m                                     |
| Kilometer-Wechsel | 18,930               | Beginn Strecke 6393                       | Beginn Strecke 6393                       |
| Abzweig geradeaus und ehemals nach links | ≈ 21,40              | nach Bad Harzburg                         | nach Bad Harzburg                         |
| Haltepunkt / Haltestelle | 22,285               | Stapelburg                                | Stapelburg                                |
| Strecke mit Straßenbrücke |                      | Bundesautobahn 36                         | Bundesautobahn 36                         |
| Abzweig geradeaus und ehemals von rechts | ≈ 29,00              | von Halle (Saale) Hbf *                   | von Halle (Saale) Hbf *                   |
| Grenze | 29,083               | Landesgrenze Sachsen-Anhalt–Niedersachsen | Landesgrenze Sachsen-Anhalt–Niedersachsen |
| ehemalige Blockstelle | 121,140              | Bk Abbenrode *                            | Bk Abbenrode *                            |
| Brücke über Wasserlauf |                      | Ecker                                     | Ecker                                     |
| Strecke mit Straßenbrücke |                      | Bundesautobahn 36                         | Bundesautobahn 36                         |
| Abzweig geradeaus und von rechts |                      | von Braunschweig Hbf (seit 1924)          | von Braunschweig Hbf (seit 1924)          |
| ehemaliger Dienststation / Betriebs- oder Güterbahnhof |                      | Vienenburg Gbf *                          | Vienenburg Gbf *                          |
| Abzweig geradeaus und ehemals nach rechts |                      | nach Langelsheim                          | nach Langelsheim                          |
| Brücke |                      | Bundesstraße 241                          | Bundesstraße 241                          |
| Brücke über Wasserlauf |                      | Radau                                     | Radau                                     |
| Abzweig geradeaus und ehemals von rechts |                      | von Braunschweig Hbf                      | von Braunschweig Hbf                      |
| Bahnhof | 34,220               | Vienenburg                                | 137 m                                     |
| Abzweig geradeaus und nach links |                      | nach Bad Harzburg                         | nach Bad Harzburg                         |
| Strecke |                      | nach Goslar                               | nach Goslar                               |
| |                      |                                           |                                           |
| Quellen: * vor Bau der Bahnstrecke baulich entfernt, existierte nur im Zusammenhang mit der Bahnstrecke Halle–Vienenburg. |                      |                                           |                                           |

Die Bahnstrecke Ilsenburg–Vienenburg ist eine eingleisige, nicht elektrifizierte Hauptbahn zwischen Ilsenburg im Nordharz und dem Goslarer Ortsteil Vienenburg.
Sie entstand nach der Deutschen Wiedervereinigung als Verbindung der Bahnstrecken Heudeber-Danstedt–Bad Harzburg und Vienenburg–Goslar neu. Sie ist zwischen Vienenburg und der Landesgrenze Niedersachsen/Sachsen-Anhalt auf der Trasse der stillgelegten Bahnstrecke Halle–Vienenburg erbaut.

## Geschichte
Nach der deutschen Wiedervereinigung sollten mit dem Nordharzlückenschluss eine Bahnverbindung über die ehemalige Grenze neu errichtet werden.
Der heutige Trassenverlauf wurde nach der Wiedervereinigung als neue Variante in Betracht gezogen, als sich sowohl die vollständige Reaktivierung der Bahnstrecke Heudeber-Danstedt–Bad Harzburg (Fahrtrichtungswechsel in Bad Harzburg) als auch die vollständige Reaktivierung der Bahnstrecke Halle–Vienenburg (keine Anbindung von Wernigerode und Ilsenburg) nachteilig erwiesen und sich zeigte, dass Bundesregierung und Bahn maximal eine Verbindung zeitnah finanzieren würden.
Der Aufbau in Niedersachsen konnte planungsrechtlich als Renovierung einer bestehenden Strecke definiert werden, was die Einrichtung von Bahnübergängen ermöglichte, während in Sachsen-Anhalt bis Stapelburg eine Neutrassierung ohne Bahnübergänge durchgeführt wurde.
Am 28. Dezember 1993 erging der Planfeststellungsbeschluss als letzter „hoheitlicher Akt“ der Deutschen Bundesbahn vor der Umwandlung in die Aktiengesellschaft. Am 12. April 1995 wurde der Abschnitt Ilsenburg–Stapelburg der Bahnstrecke Heudeber-Danstedt–Bad Harzburg stillgelegt und zum 2. Juni 1996 die neue Verbindung in Betrieb genommen; Stapelburg erhielt mit dem Haltepunkt an der Umgehungsstraße zum dritten Mal Bahnanschluss. Drei alte Naturstein-Gewölbebrücken aus dem Baujahr 1869 konnten dabei erhalten werden.

## Betrieb

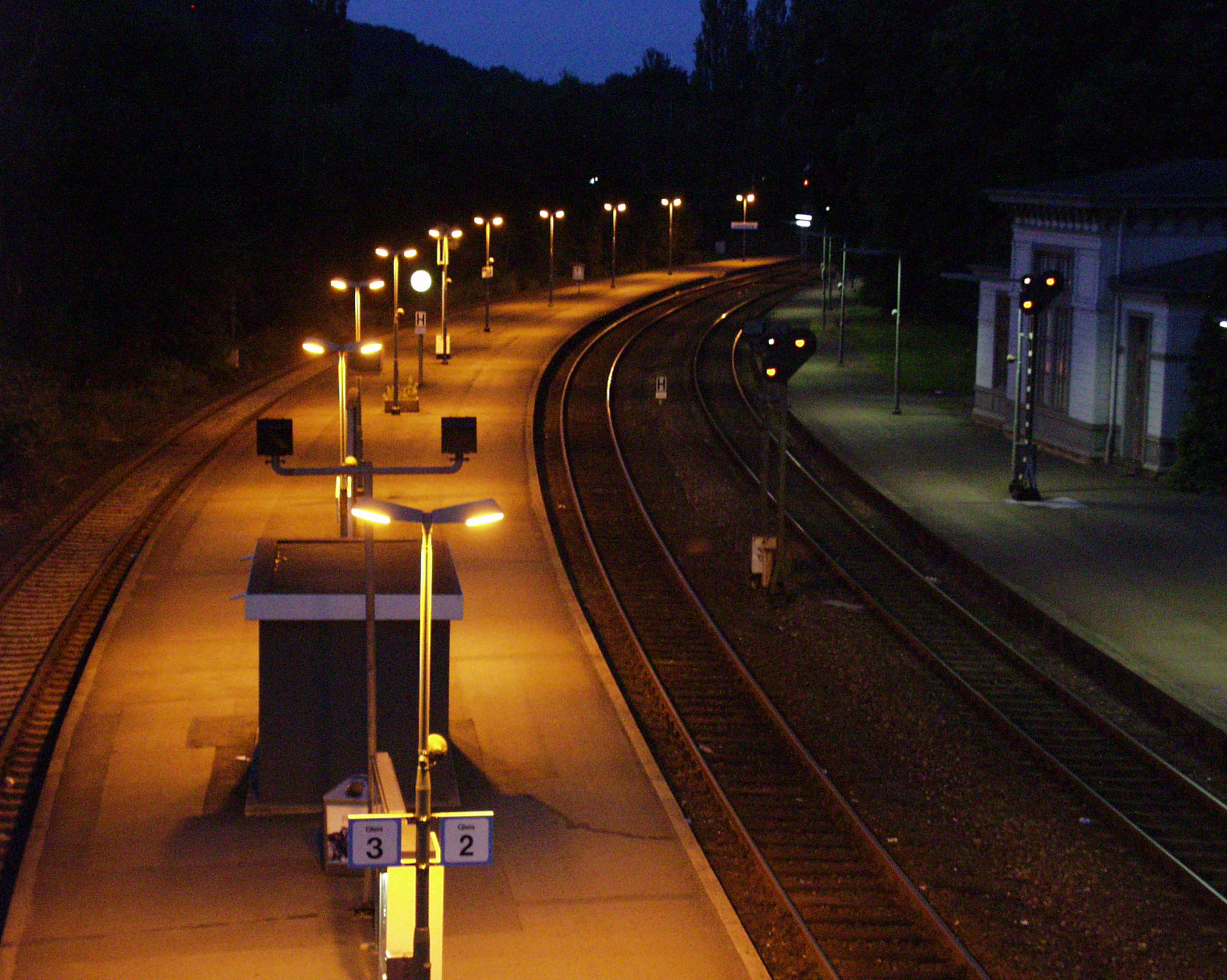
Bahnsteig in Vienenburg

### Personennahverkehr
Das derzeitige Betriebskonzept besteht auf der Bahnstrecke aus den zwei jeweils im Zweistundentakt bedienten Regional-Express-Linien Magdeburg–Goslar und Halle (Saale)–Goslar, die sich zwischen Halberstadt und Goslar zu einem Stundentakt überlagern. Eingesetzt werden Dieseltriebwagen der Baureihe 648. Beide Linien werden seit dem Fahrplanwechsel im Dezember 2024 von Regionalverkehre Start Deutschland betrieben. An Wochenenden wird ein Zugpaar Richtung Magdeburg als Harz-Berlin-Express umsteigefrei nach Berlin verlängert. Die Züge dieser Linien verkehren ab Vienenburg weiter über die Bahnstrecke Vienenburg–Goslar. Direkter Reiseverkehr über die Bahnstrecke Braunschweig–Bad Harzburg zum Bahnhof Bad Harzburg besteht hingegen seit Mitte der 2010er-Jahre nicht mehr.

### Güterverkehr
Die Strecke dient als Verbindung zwischen den Stahlwerken der Salzgitter AG in Salzgitter und Ilsenburg. Daneben findet Güterverkehr anderer Anbieter statt.

## Zukunft
Der Verband Deutscher Verkehrsunternehmen forderte in einer im Juni 2019 veröffentlichten Maßnahmenliste die Elektrifizierung der Bahnstrecke Ilsenburg–Vienenburg als Teil eines großen Elektrifizierungsprojekts im Nordharz.